# Hoplophobie
L'hoplophobie est une phobie des armes à feu.
Le nom de cette peur spécifique dérive du grec hoplon (‘arme’) et phobos (‘peur’). Il fait référence à une peur des armes en général, mais le plus souvent, aux armes à feu.[réf. nécessaire]
L'instructeur en maniement d'armes de feu, le colonel Jeff Cooper, serait à l'origine de ce mot créé en 1962[réf. nécessaire] pour décrire une « perturbation mentale caractérisée par l'aversion irrationnelle aux armes ». Il explique que « la manifestation la plus commune de hoplophobie est que les personnes concernées pensent que les instruments possèdent une volonté propre, différente de celle son utilisateur ». Quelques admirateurs de la découverte de Cooper ont cherché populariser la contrepartie de la hoplophobie, hoplophilie, qui exprime un goût ou une admiration par les armes.[réf. nécessaire]
Au-delà de ses origines et utilisation politique, il existe la possibilité qu'une personne ait cette phobie dans un sens purement médical. Par exemple, un patient qui n'a pas d'opinion sur les lois ou la politique publique sur le sujet, peut être terrorisé lorsqu'il remarque l'arme réglementaire d'un policer à sa ceinture, ou une photographie d'un fusil ou un couteau.[réf. nécessaire]